# النبطية (محافظة)
تقع محافظة النبطية في القطاعين الأوسط والشرقي من جنوب لبنان. تنتشر مدنه وقراه ال 129 على مجموعة من الهضاب والتلال يلامس حدها الشرقي سفوح جبل الشيخ على مثلث الحدود بين لبنان وسوريا وفلسطين. محافظة النبطية محافظة داخلية لا شاطئ لها إذ يفصلها عن البحر المتوسط قضائي صيدا- الزهراني وصور، من محافظة لبنان الجنوبي.

## الأقضية
تضم المحافظة أربعة أقضية مركزها مدينة النبطية فيها 115 بلدية تتوزع حسب الأقضية على الشكل التالي:
| اسم القضاء    | العاصمة  | عدد البلديات |
| ------------- | -------- | ------------ |
| قضاء النبطية  | النبطية  | 38           |
| قضاء حاصبيا   | حاصبيا   | 19           |
| قضاء مرجعيون  | مرجعيون  | 26           |
| قضاء بنت جبيل | بنت جبيل | 36           |